# Габріель Донней
Габріель Донней (Kamienna Góra, 21 березня 1920 — 4 квітня 1987), уроджена Габріель Гамбургер, була кристалографом та істориком американської науки німецького походження.

## Життєпис
Народилася в Ландесгуті, Німеччина (нині Каменна Ґура, Польща) у 1920 році та емігрувала до Сполучених Штатів у 1937 році. У 1941 році вона отримала ступінь бакалавра мистецтв в Каліфорнійському університеті в Лос-Анджелесі з найвищою відзнакою з хімії, а в 1949 році здобула ступінь доктора філософії в MIT. Потім вона пішла працювати в Інститут Карнегі у Вашингтоні, де того ж року познайомилася з Джозефом Дезіре Юбером Донней та вийшла за нього заміж. Коли вона пішла на пенсію в університеті Джона Хопкінса в 1970 році, її взяли на роботу в університет Макгілла в Канаді.
Донні опублікувала Лабораторний посібник з кристалографії на основі своїх занять у McGill and Women in the Geological Sciences у Канаді, щоб виправити несправедливість, яку вона помітила в галузі геології, де домінують чоловіки. У 1983 році вона була нагороджена медаллю колишніх президентів Мінералогічної асоціації Канади. Вона та її чоловік часто співпрацювали та опублікували два видання «Crystal Data» у 1954 та 1963 роках, узагальнюючи дослідження всіх кристалографів.
У 1974 році гайдонаїт був затверджений, новий вид, названий на честь Габріель «Гай» Донне. Через чотири роки, у 1978 році, дослідники Джордж Ю. Чао, Пол Р. Мейнварінг і Джудіт Бейкер опублікували опис донаїту(Y), нового виду мінералу, цього разу названого на честь неї та її чоловіка, завдяки його важливому внеску. до кристалографії.